# Tin Man – Kampf um den Smaragd des Lichts
Tin Man – Kampf um den Smaragd des Lichts (Originaltitel: Tin Man), auch bekannt unter dem Titel Tin Man – Die fantastische Reise nach Oz, ist eine US-amerikanische Miniserie von Craig Van Sickle und Steven Long Mitchell, welche 2007 von RHI Entertainment in Zusammenarbeit mit dem US-Kabelsender SciFi Channel produziert wurde. Sie stellt eine Neuverfilmung und Fortsetzung der klassischen Geschichte Zauberer von Oz mit Science-Fiction- und Fantasy-Elementen dar. Sie handelt von den Abenteuern einer Kleinstadt-Kellnerin namens DG, die in ein magisches Reich namens Außenzone (englisch Outer Zone oder OZ) gezogen wird, welches von der tyrannischen Hexe Azkadellia regiert wird. Gemeinsam mit ihren Gefährten Glitch, Raw und Cain reist DG durchs Land und deckt dabei ihre verlorenen Erinnerungen auf, lernt ihre wahren Eltern kennen und durchkreuzt Azkadellias Plan, OZ in ewige Dunkelheit zu tauchen. Die Erstausstrahlung in den USA erfolgte in drei Teilen vom 2. bis zum 4. Dezember 2007 auf dem SciFi Channel.
Die Miniserie wurde für neun Emmys, einen Critics’ Choice Movie Award und sieben Leo Awards nominiert, wovon sie schließlich einen Emmy und sechs Leos gewinnen konnte. Sie erhielt gemischte Kritiken, wobei einige die Schauspielkunst, die Musik und die visuellen Effekte lobten und andere sie als übertrieben düster und trostlos bezeichneten.

## Handlung
Obwohl die junge Kleinstadt-Kellnerin DG ein gutes Verhältnis zu ihren Eltern hat, fühlt sie sich in Kansas nicht zu Hause und wird seit einiger Zeit noch von seltsamen Albträumen und Visionen geplagt, in denen sie von einer mysteriösen Frau gewarnt wird, dass ein Sturm aufzieht. Ihre Visionen erfüllen sich, als die Zauberin Azkadellia, tyrannische Herrscherin der Außenzone, ihre Soldaten, sogenannte Langmäntel, durch einen magischen Tornado schickt, um DG zu töten. Doch DG entkommt und gelangt mit ihren Eltern durch den Sturm in die Außenzone, einen sehr einödigen Ort. Durch den Sturm von ihnen getrennt, macht DG sich auf die Suche nach ihren Eltern. Sie erhält ein magisches Symbol auf ihrer Handfläche und erfährt, nachdem sie ihre Eltern wiedergefunden hat, dass diese nur Androiden sind und dass ihre leibliche Mutter die mysteriöse Frau in ihren Albträumen ist. Sie erfährt auch von ihrer eigentlichen Bestimmung und macht sich so auf, die Außenzone zu retten.
Auf ihrem Weg freundet sie sich mit den Bewohnern Glitch, einer Vogelscheuche, der die Hälfte ihres Gehirns von Azkadellia genommen wurde, Wyatt Cain, einem früheren Polizisten, und Raw, einem löwenähnlichem Seher, an. Beim Besuch des mysteriösen Mannes in Central City und auf dem Weg zu den Northern Islands erfährt die Gruppe, dass Glitch früher ein Berater der Königin der Außenzone war und dass DG und Azkadellia Schwestern und die Töchter der Königin sind. Daraufhin erinnert sich DG daran, dass Azkadellia sie mit dunkler Magie getötet hat, als sie noch Kinder waren. Aber ihre Mutter hatte sie mit ihrer Magie wiederbelebt und gab ihr geheime Anweisungen, wie sie den Smaragd des Lichts, nach dem Azkadellia sucht, finden könne.

## Figuren
DGDG (benannt nach einer Vorfahrin namens Dorothy Gale) ist die wesentliche Protagonistin der Miniserie. Sie lebt mit ihren Eltern in Kansas und arbeitet dort seit einiger Zeit in einem Café als Kellnerin. Nachdem sie durch einen magischen Tornado in die Außenzone gezogen wird, erfährt sie, dass sie und Azkadellia Schwestern und Töchter der Königin sind. Sie macht sich auf den Weg, um ihre Bestimmung, den Plan ihrer Schwester zu durchkreuzen, zu erfüllen. DG ist vergleichbar mit Dorothy Gale, der Protagonistin der Originalgeschichte.
Wyatt CainWyatt ist der titelgebende „Tin Man“ der Miniserie. Er ist ein früherer Polizist und wurde von Azkadellia als Strafe für seine Abneigung ihr gegenüber für viele Jahre in ein eisernes Gefängnis gesperrt. Er schließt sich DG auf ihrem Weg an, den Smaragd des Lichts zu finden. Wyatt ist vergleichbar mit dem herzlosen Blechmann aus der Originalgeschichte.
GlitchGlitch ist eine Vogelscheuche und ein ehemaliger Berater der Königin der Außenzone. Unter seinem wirklichen Namen Ambrose entwarf er zahlreiche technische Errungenschaften, aber als Azkadellia die Macht ergriff, stahl sie seine Entwürfe und entfernte die Hälfte seines Gehirns. Glitch begleitet DG und Wyatt auf ihrem Weg. Glitch basiert auf und ist vergleichbar mit der hirnlosen Vogelscheuche aus der Originalgeschichte.
RawRaw ist ein löwenähnlicher Seher, der von Azkadellia versklavt wurde. Auch er begleitet DG, Wyatt und Glitch auf ihrem Weg. Raw basiert auf und ist vergleichbar mit dem feigen Löwen aus der Originalgeschichte.
AzkadelliaAzkadellia ist die wesentliche Antagonistin der Miniserie. Besessen von einer bösen Hexe, tötete sie als Kind ihre Schwester DG und stürzte ihre Mutter, die Königin, vom Thron. Nachdem ihre Mutter DG wiederbelebt hat, versucht sie, diese erneut zu töten und schickt ihre Handlanger los. Azkadellia ist vergleichbar mit der bösen Hexe des Westens aus der Originalgeschichte.
Mysteriöser MannDer mysteriöse Mann war der frühere Machthaber von Central City, bis er Azkadellias magischen Kräften unterlag. Er hilft DG, indem er sie zu dem Ort dirigiert, an dem DG ihre Erinnerungen wieder erlangt. Der mysteriöse Mann ist vergleichbar mit dem Zauberer von Oz aus der Originalgeschichte.
Lavender EyesLavender Eyes ist die Königin der Außenzone und die Mutter von DG und Azkadellia. Zu Beginn wurde sie von Azkadellia vom Thron verdrängt und in ein magisches Gefängnis gesperrt. Lavender Eyes ist vergleichbar mit Glinda, der Zauberin des Südens, aus der Originalgeschichte.
TutorTutor ist der frühere Magielehrer von DG und Azkadellia sowie ein früherer Spion von Azkadellia. Daneben ist er auch ein Formwandler, der die Form eines kleinen Hundes annehmen kann. In dieser Hundeform ist er vergleichbar mit dem Hund Toto aus der Originalgeschichte.
ZeroZero ist der brutale, sadistische und psychopathische Hauptmann von Azkadellias Langmänteln. Er hatte Cains Frau getötet, Cain in ein eisernes Gefängnis gesteckt und ihn dann mit Aufnahmen der Quälung seiner Familie gefoltert.
AhamoAhamo ist der Mann von Lavender Eyes und der Vater von DG und Azkadellia. Er hilft DG bei ihrer Suche. Ahamo rückwärts gesprochen ergibt Omaha, die Heimatstadt der Zauberers von Oz in der Originalgeschichte.

## Besetzung und Synchronisation
| Rollenname              | Schauspieler/in     | Synchronsprecher/in |
| ----------------------- | ------------------- | ------------------- |
| DG                      | Zooey Deschanel     | Anke Kortemeier     |
| Wyatt Cain              | Neal McDonough      | Crock Krumbiegel    |
| Glitch                  | Alan Cumming        | Viktor Neumann      |
| Raw                     | Raoul Trujillo      | Claus Brockmeyer    |
| Azkadellia              | Kathleen Robertson  | Kathrin Gaube       |
| Mysteriöser Mann        | Richard Dreyfuss    | Michael Rüth        |
| Königin „Lavender Eyes“ | Anna Galvin         |                     |
| Tutor                   | Blu Mankuma         | Christoph Jablonka  |
| Zero                    | Callum Keith Rennie | Mike Carl           |
| Ahamo                   | Ted Whittall        |                     |
| Junge DG                | Rachel Pattee       |                     |
| Junge Azkadellia        | Alexia Fast         |                     |
| Wills Bedose            | Jake D. Smith       |                     |

## Ausstrahlung und Veröffentlichung
Tin Man wurde erstmals in den USA beim dortigen Kabelsender SciFi Channel vom 2. bis zum 4. Dezember 2007 als dreiteilige viereinhalbstündige Miniserie ausgestrahlt. Die Erstausstrahlung in Großbritannien erfolgte beim dortigen SciFi-Ableger vom 11. bis zum 25. Mai 2008, wobei jede Woche eine neue Episode gezeigt wurde. In Neuseeland war die Miniserie vom 9. bis zum 16. und in Australien am 26. und 27. Dezember 2008 zu sehen. Eine DVD-Veröffentlichung mit dem Regioncode 1 erfolgte am 11. März 2008. Die DVD mit dem Regioncode 2 wurde am 8. September 2008 veröffentlicht.
Die deutschsprachige Erstausstrahlung war erstmals am 17. April 2009 als dreistündiger Fernsehfilm beim deutschen SciFi-Sender zu sehen. Die erste Ausstrahlung im frei empfangbaren Fernsehen erfolgte in Österreich vom Sender ATV am 19. Juli 2009 unter dem Titel Tin Man – Die fantastische Reise nach Oz. Knapp ein Jahr später erfolgte im Sommer 2010 die deutsche Free-TV-Premiere beim Sender RTL. Die deutschsprachige DVD erschien am 2. April 2010.

## Rezeption
Nach den Berichten des Nielsen Media Research verfolgten die erste Episode ungefähr 6,3 Millionen Menschen, was sie zur zuschauerstärksten Sendung in der Geschichte des Senders und zur meistgesehenen Miniserie des Jahres 2007 macht. Die Episoden zwei und drei wurden von etwa 4,4 bzw. 5,1 Millionen US-Amerikanern gesehen.
Auch bei den Filmpreiskritikern war die Serie beliebt, so wurde Tin Man für einen Critics’ Choice Movie Award und neun Leo Awards nominiert. Sie erhielt darüber hinaus bei der Primetime-Emmy-Verleihung 2008 neun Emmy-Nominierungen, darunter die der besten Miniserie und bei einigen der kreativen Kategorien wie Spezialeffekte, Kostüm, Schnitt und Tonbearbeitung. Obwohl sie mehrfach nominiert gewesen ist, gewann sie schließlich nur den des Besten Make-ups in einer Miniserie oder einem Fernsehfilm. Des Weiteren fand die Miniserie bei den Leo Awards Berücksichtigung, wo sie sechs der sieben Preise, in denen sie nominiert gewesen ist, gewann. Bei der Verleihung der Young Artist Awards 2008 wurde Jake D. Smith für einen Award als Bester Nebendarsteller in einem Fernsehfilm, Miniserie oder Special nominiert.
Das Magazin Variety bezeichnete die Miniserie als „halbsurreale Adaption von Der Zauberer von Oz, zusammengenäht aus Stücken von Matrix, Blade Runner und Schneewittchen um eine grüblerische Fantasie zu schaffen, die – verständlicherweise angesichts der Vielzahl von Einflüssen – sich als ein kleines Durcheinander erweist“ und dessen „Aussehen und Action-Sequenzen nicht vollständig die Güter an die Zielgruppe der Fans und deren imaginären Freundinnen abliefert“. USA Today gab der Serie zweieinhalb von vier möglichen Sternen, verglich ihre „düstere, gewalttätige, unnachgiebig unangenehme revisionistische Einstellung“ mit der von Battlestar Galactica und kam zum Schluss, wie „ehrgeizig und faszinierend auch immer, Tin Man ist einfach zu lang, zu düster und zu bemüht, eine Herr der Ringe ähnliche Universumrettungsaufgabe einer einfacheren, sanfteren Geschichte aufzuzwingen“.